# Flara (fotografia)

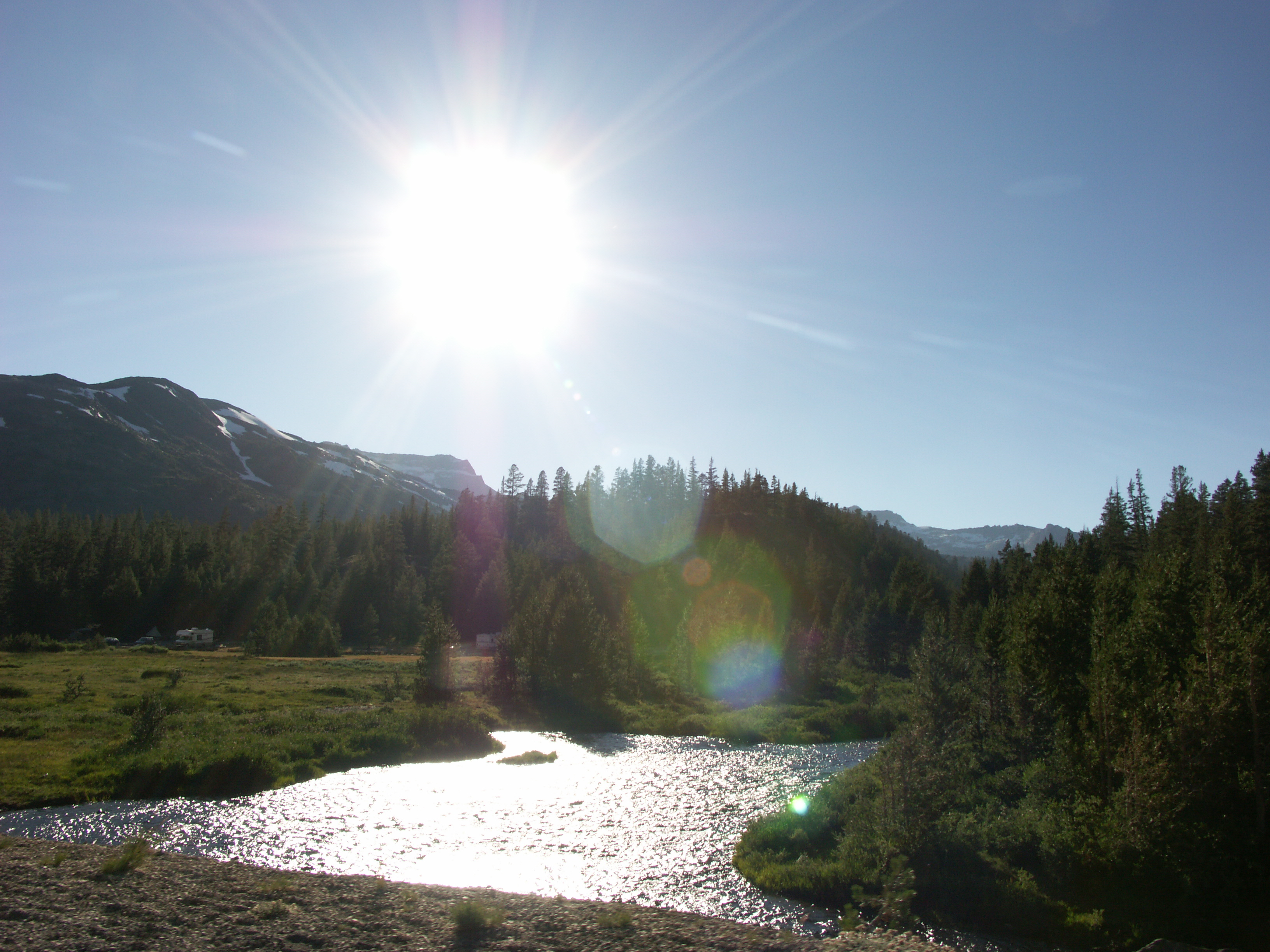
Przykład fotografii z widocznym efektem flary

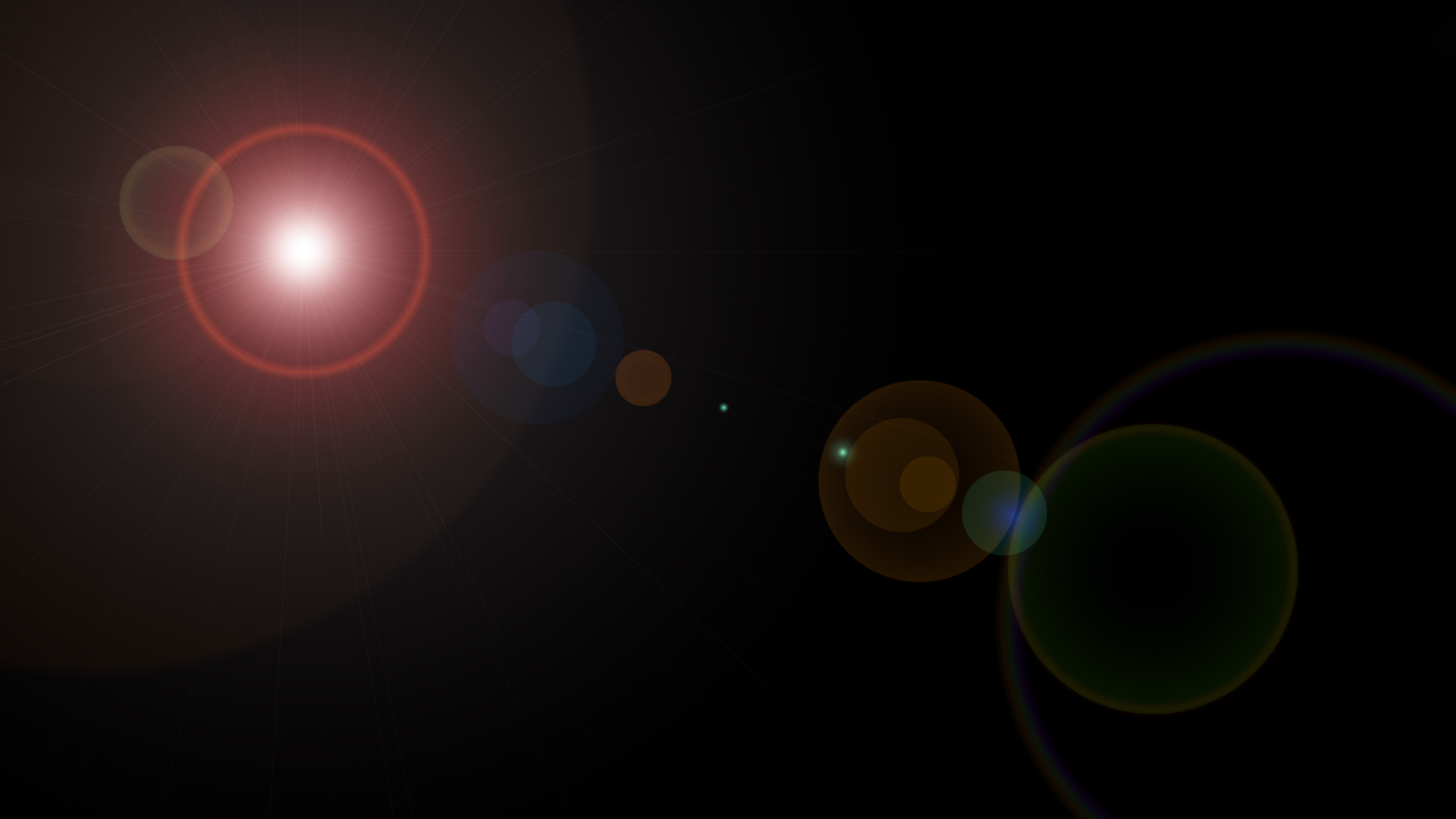
Przykład fotografii z komputerowym efektem flary

Flara (halacje) – efekt optyczny pojawiający się na obrazie na skutek interakcji promieni światła z soczewkami obiektywu kamery lub aparatu fotograficznego, gdy obiektyw skierowany jest na źródło światła (np. słońce). Najczęściej jest on widoczny w formie półprzezroczystych różnokolorowych okręgów.
Flary najczęściej występują podczas fotografowania obiektów z jasnym źródłem światła (zwykle słońcem) w kadrze lub tuż poza polem widzenia. Flara to światło odbite, rozproszone na dużym obszarze zdjęcia. Powoduje zmniejszenie kontrastu, przez co zdjęcie (w całości lub we fragmentach) może wyglądać na mniej ostre lub o mniejszej rozdzielczości.
Flary mogą pojawiać się na zdjęciach jako uboczny efekt aparaturowy; mogą też być wykorzystywane świadomie jako efekt specjalny. Natomiast w obróbce cyfrowej stosowane są narzędzia do imitacji tego typu efektów dostępne w większości programów do edycji grafiki rastrowej. 